# Атаев, Бозигит Атавович
Бозиги́т Ата́вович Ата́ев (кум. Атайланы Бозигит Атайны уланы) (3 декабря 1979 год, с. Нижнее Казанище, Буйнакский район, ДАССР, СССР) — пятикратный чемпион мира по ушу-саньда, трёхкратный Чемпион Европы, Заслуженный мастер спорта РФ, лауреат национальной премии «Золотой пояс России» в номинации — «Лучший спортсмен года».

## Биография
Бозигит Атаевич Атаев родился 3 декабря 1979 года в Дагестане.  По национальности кумык. Учился в школе-интернате боевых искусств «Пять сторон света». Воспитанник Гусейна Магомаева. Избирался депутатом Собрания депутатов муниципального образования «Буйнакский район» пятого созыва от партии Единая Россия.

## Спортивная карьера
Дебютировал в PRIDE в декабре 2002 года и потерпел поражение от голландца Алистера Оверима в Pride 24. Атаев планировал вернуться в Прайд на финальном турнире Прайд 34 против Гилберта Ивела, однако из-за болезни бой был отменен.
В 2008 году он столкнулся с возможным чемпионом К-1 Реми Боньяски в дебюте по кикбоксингу, однако был побежден нокаутом в начале третьего раунда.
С 1 по 5 ноября 2013 года в столице Малайзии — Куала-Лумпур проходил чемпионат мира по ушу-саньда. Завоевав золото чемпионата в весовой категории от 80 кг, Бозигит Атаев стал пятикратным победителем чемпионатов мира и на тот момент самым титулованным ушуистом планеты.

## Лига профессиональных бойцов
Атаев дебютировал в Северной Америке 21 июня 2018 года в PFL 2 против Дэна Спона в турнире полутяжеловесов. Там он проиграл бой техническим нокаутом в третьем раунде.
Во втором бою на турнире Атаев встретился с Шоном О'Коннеллом в PFL 7 30 августа 2018 года. Он выиграл бой техническим нокаутом в первом раунде.

## Достижения
- Чемпион мира по ушу-саньда (1999 г., Гонконг)
- Чемпион мира по ушу-саньда (2001 г.)
- Чемпион мира по ушу-саньда (2003 г., Макао)
- Чемпион мира по ушу-саньда (2005 г., Вьетнам, Ханой)
- Чемпион мира по ушу-саньда (2017 г., Малайзия, Куала-Лумпур)
- Обладатель Кубка мира (2002 г.)
- Чемпион Европы по ушу-саньда (2002 г.)
- Чемпион Европы по ушу-саньда (2004 г.)
- Чемпион Европы по ушу-саньда (2008 г.)
- Победитель международных суперматчей по боям без правил в Японии, Голландии, Литве и Грузии.
- Чемпион России пo боям без пpaвил по версии панкратион (2001 г.)
- Первый абсолютный Чемпион России по рукопашному бою (2005 г.)
- Победитель Международного турнира по ушу-саньда между сборными командами России и СНГ (2007 г.)
- Чемпион России по ушу-саньда (1996, 1997, 1998, 1999, 2001, 2002, 2003, 2004, 2009 г.)
- Чемпион Дагестана по ушу-саньда (1999, 2001, 2002, 2003, 2004 г.)
- Победитель Meждунapoдного тypнира cpeди взрослых (1997 г.)
- Победитель Meждунapoдного тypнира cpeди юниopoв (1997 г.)
- Победитель Mocковского междунapoдного тypнира «Moлодой дpaкон» cpeди юношей (1996 г.)[8]

## Статистика в ММА
| Боёв 18  | Побед 16 | Поражений 2 |
| -------- | -------- | ----------- |
| Нокаутом | 10       | 2           |
| Сдачей   | 5        | 0           |
| Решением | 1        | 0           |

| Результат | Рекорд | Соперник                   | Способ                                | Турнир                                                           | Дата            | Раунд | Время | Место                          | Примечание                                                                          |
| --------- | ------ | -------------------------- | ------------------------------------- | ---------------------------------------------------------------- | --------------- | ----- | ----- | ------------------------------ | ----------------------------------------------------------------------------------- |
| Поражение | 20-5-1 | Эмилиано Сорди             | Удушающий приём (сзади)               | Professional Fighters League - PFL 9                             | 31 октября 2019 | 1     | 4:26  | Лас-Вегас, Невада, США         | Полуфинал плей-офф PFL в полутяжёлом весе                                           |
| Ничья     | 20-4-1 | Виктор Немков              | Единогласное решение                  | Professional Fighters League - PFL 9                             | 31 октября 2019 | 2     | 5:00  | Лас-Вегас, Невада, США         | Четвертьфинал плей-офф PFL в полутяжёлом весе. Атаев прошёл дальше через тай-брейк. |
| Поражение | 20-4   | Эмилиано Сорди             | Нокаутом (удары)                      | Professional Fighters League - PFL 6                             | 8 августа 2019  | 1     | 1:23  | Атлантик-Сити, Нью-Джерси, США |                                                                                     |
| Победа    | 20-3   | Дэн Спон                   | Нокаутом (удары)                      | Professional Fighters League - PFL 3                             | 6 июня 2019     | 1     | 3:25  | Юниондейл, Нью-Йорк, США       |                                                                                     |
| Поражение | 19-3   | Винни Магальяйнс           | Болевой приём на руку (кимура)        | Professional Fighters League - PFL 9: 2018 Season PFL Playoffs 2 | 13 октября 2018 | 1     | 1:58  | Лонг-Бич, Калифорния, США      | Полуфинал плей-офф PFL в полутяжёлом весе                                           |
| Победа    | 19-2   | Эмилиано Сорди             | TKO (удары руками)                    | Professional Fighters League - PFL 9: 2018 Season PFL Playoffs 2 | 13 октября 2018 | 1     | 1:43  | Лонг-Бич, США                  | Четвертьфинал плей-офф PFL в полутяжёлом весе                                       |
| Победа    | 18–2   | Шон О’Коннелл              | TKO (удар с разворота и удары руками) | Professional Fighters League - PFL 7: 2018 Regular Season        | 30 августа 2018 | 1     | 3:30  | Нью-Джерси, США                |                                                                                     |
| Поражение | 17–2   | Дэн Спон                   | TKO (удары руками)                    | Professional Fighters League - PFL 2: 2018 Regular Season        | 21 июня 2018    | 3     | 4:31  | Чикаго, США                    |                                                                                     |
| Победа    | 17–1   | Джереми Мэй                | TKO (удары руками)                    | Kunlun Fight - Kunlun Fight MMA 10                               | 6 апреля 2017   | 1     | 2:15  | Пекин, Китай                   |                                                                                     |
| Победа    | 16–1   | Вальдас Поцевичюс          | KO (удары руками)                     | Hero's Lithuania 2006                                            | 11 ноября 2006  | 1     | 2:02  | Вильнюс, Литва                 |                                                                                     |
| Победа    | 15–1   | Бенеилтон Перейра да Силва | TKO (удары руками)                    | Rings Russia: CIS vs. The World                                  | 20 августа 2005 | 1     | 1:03  | Екатеринбург, Россия           |                                                                                     |
| Победа    | 14–1   | Миндаугас Куликаускас      | Болевой приём на руку (рычаг локтя)   | Shooto Lithuania: King of Bushido Stage 1                        | 14 ноября 2003  | 1     | 1:53  | Вильнюс, Литва                 |                                                                                     |
| Поражение | 13–1   | Алистар Оверим             | TKO (удары коленями в корпус)         | Pride 24                                                         | 23 декабря 2002 | 2     | 4:59  | Фукуока, Япония                |                                                                                     |
| Победа    | 13–0   | Кестутис Арбочюс           | Удушающий приём (гильотина в стойке)  | Rings Lithuania: Bushido Rings 5: Shock                          | 9 ноября 2002   | 2     | 2:58  | Вильнюс, Литва                 |                                                                                     |
| Победа    | 12–0   | Крис Франко                | Болевой приём (ущемление шеи)         | Shoot Boxing: S-Cup 2002                                         | 7 июля 2002     | 1     | 2:31  | Иокогама, Япония               |                                                                                     |
| Победа    | 11–0   | Цуёси Косака               | Решение большинства                   | Rings: World Title Series 5                                      | 21 декабря 2001 | 3     | 5:00  | Иокогама, Япония               |                                                                                     |
| Победа    | 10–0   | Аарон Бринк                | KO (удар с разворота)                 | Rings: 10th Anniversary                                          | 11 августа 2001 | 1     | 1:09  | Токио, Япония                  |                                                                                     |
| Победа    | 9–0    | Мэйнард Маркум             | KO (удары)                            | Rings: World Title Series 2                                      | 15 июня 2001    | 1     | 1:08  | Иокогама, Япония               |                                                                                     |
| Победа    | 8–0    | Роландас Дигрис            | Болевой приём на руку (рычаг локтя)   | Rings Lithuania: Bushido Rings 2                                 | 8 мая 2001      | 1     | 0:47  | Вильнюс, Литва                 |                                                                                     |
| Победа    | 7–0    | Димитр Дойчинов            | TKO                                   | Rings Russia: Russia vs. Bulgaria                                | 6 апреля 2001   | 1     | 4:12  | Екатеринбург, Россия           |                                                                                     |
| Победа    | 6–0    | Ислам Дадалов              | Сдача (удар коленом и руками)         | IAFC: Pankration Russian Championship 2001                       | 8 февраля 2001  | 1     | 0:48  | Ярославль, Россия              |                                                                                     |
| Победа    | 5–0    | Виталий Шкраба             | TKO (остановка боя секундантами)      | IAFC: Pankration Russian Championship 2001                       | 8 февраля 2001  | 1     | 2:45  | Ярославль, Россия              |                                                                                     |
| Победа    | 4–0    | Юрий Жерников              | Сдача (удары руками)                  | IAFC: Pankration Russian Championship 2001                       | 8 февраля 2001  | 1     | 2:26  | Ярославль, Россия              |                                                                                     |
| Победа    | 3–0    | Тихон Гладков              | TKO (удары руками)                    | IAFC: Pankration Russian Championship 2001                       | 8 февраля 2001  | 1     | 1:41  | Ярославль, Россия              |                                                                                     |
| Победа    | 2–0    | Aрунас Юшкевичюс           | KO (удары руками)                     | Rings Lithuania: Bushido Rings 1                                 | 24 октября 2000 | 1     | 0:14  | Вильнюс, Литва                 |                                                                                     |
| Победа    | 1–0    | Василин Бажиров            | TKO (удары руками)                    | Rings Russia: Russia vs. Bulgaria                                | 21 мая 2000     | 1     | 0:00  | Тула, Россия                   |                                                                                     |